# Reprezentacja Ghany w piłce nożnej kobiet
Reprezentacja Ghany w piłce nożnej kobiet – reprezentacja Ghany piłkarek nożnych, kierowana przez Ghana Football Association. Jest powoływana przez selekcjonera, występować w niej mogą wyłącznie zawodniczki z ghańskim obywatelstwem.
Największymi sukcesami reprezentacji jest 3-krotne zdobycie srebrnych medali na mistrzostwach Afryki (1998, 2002, 2006).

## Udział w turniejach międzynarodowych

### Mistrzostwa świata
Dotychczas żeńskiej reprezentacji Ghany trzy razy udało się awansować do finałów mistrzostw świata. Nigdy nie potrafiła awansować z grupy w turnieju finałowym.
| Rok   | Runda                   | Pozycja                 | M                       | W                       | R                       | P                       | GZ                      | GS                      |
| ----- | ----------------------- | ----------------------- | ----------------------- | ----------------------- | ----------------------- | ----------------------- | ----------------------- | ----------------------- |
| 1991  | Nie zakwalifikowała się | Nie zakwalifikowała się | Nie zakwalifikowała się | Nie zakwalifikowała się | Nie zakwalifikowała się | Nie zakwalifikowała się | Nie zakwalifikowała się | Nie zakwalifikowała się |
| 1995  | Nie zakwalifikowała się | Nie zakwalifikowała się | Nie zakwalifikowała się | Nie zakwalifikowała się | Nie zakwalifikowała się | Nie zakwalifikowała się | Nie zakwalifikowała się | Nie zakwalifikowała się |
| 1999  | Faza grupowa            | 13                      | 3                       | 0                       | 1                       | 2                       | 1                       | 10                      |
| 2003  | Faza grupowa            | 12                      | 3                       | 1                       | 0                       | 2                       | 2                       | 5                       |
| 2007  | Faza grupowa            | 15                      | 3                       | 0                       | 0                       | 3                       | 3                       | 15                      |
| 2011  | Nie zakwalifikowała się | Nie zakwalifikowała się | Nie zakwalifikowała się | Nie zakwalifikowała się | Nie zakwalifikowała się | Nie zakwalifikowała się | Nie zakwalifikowała się | Nie zakwalifikowała się |
| 2015  | Nie zakwalifikowała się | Nie zakwalifikowała się | Nie zakwalifikowała się | Nie zakwalifikowała się | Nie zakwalifikowała się | Nie zakwalifikowała się | Nie zakwalifikowała się | Nie zakwalifikowała się |
| 2019  | Nie zakwalifikowała się | Nie zakwalifikowała się | Nie zakwalifikowała się | Nie zakwalifikowała się | Nie zakwalifikowała się | Nie zakwalifikowała się | Nie zakwalifikowała się | Nie zakwalifikowała się |
| Razem | Turniejów finał.        | 3/8                     | 9                       | 1                       | 1                       | 7                       | 6                       | 30                      |

### Igrzyska Olimpijskie
Piłkarki Ghany nigdy nie zakwalifikowały się na turniej finałowy Igrzysk Olimpijskich.
| Rok   | Runda                             | M                                 | W                                 | R                                 | P                                 | GZ                                | GS                                |                                   |
| ----- | --------------------------------- | --------------------------------- | --------------------------------- | --------------------------------- | --------------------------------- | --------------------------------- | --------------------------------- | --------------------------------- |
| 1996  | Nie zakwalifikowała się           | Nie zakwalifikowała się           | Nie zakwalifikowała się           | Nie zakwalifikowała się           | Nie zakwalifikowała się           | Nie zakwalifikowała się           | Nie zakwalifikowała się           | Nie zakwalifikowała się           |
| 2000  | Nie zakwalifikowała się           | Nie zakwalifikowała się           | Nie zakwalifikowała się           | Nie zakwalifikowała się           | Nie zakwalifikowała się           | Nie zakwalifikowała się           | Nie zakwalifikowała się           | Nie zakwalifikowała się           |
| 2004  | Nie zakwalifikowała się           | Nie zakwalifikowała się           | Nie zakwalifikowała się           | Nie zakwalifikowała się           | Nie zakwalifikowała się           | Nie zakwalifikowała się           | Nie zakwalifikowała się           | Nie zakwalifikowała się           |
| 2008  | Nie zakwalifikowała się           | Nie zakwalifikowała się           | Nie zakwalifikowała się           | Nie zakwalifikowała się           | Nie zakwalifikowała się           | Nie zakwalifikowała się           | Nie zakwalifikowała się           | Nie zakwalifikowała się           |
| 2012  | Nie zakwalifikowała się           | Nie zakwalifikowała się           | Nie zakwalifikowała się           | Nie zakwalifikowała się           | Nie zakwalifikowała się           | Nie zakwalifikowała się           | Nie zakwalifikowała się           | Nie zakwalifikowała się           |
| 2016  | Nie zakwalifikowała się           | Nie zakwalifikowała się           | Nie zakwalifikowała się           | Nie zakwalifikowała się           | Nie zakwalifikowała się           | Nie zakwalifikowała się           | Nie zakwalifikowała się           | Nie zakwalifikowała się           |
| 2020  | Eliminacje jeszcze nie rozgrywane | Eliminacje jeszcze nie rozgrywane | Eliminacje jeszcze nie rozgrywane | Eliminacje jeszcze nie rozgrywane | Eliminacje jeszcze nie rozgrywane | Eliminacje jeszcze nie rozgrywane | Eliminacje jeszcze nie rozgrywane | Eliminacje jeszcze nie rozgrywane |
| Razem | 0/6                               | 0                                 | 0                                 | 0                                 | 0                                 | 0                                 | 0                                 |                                   |

### Mistrzostwa Afryki
Ghańskiej drużynie 13 razy udało się zakwalifikować do finałów Pucharu Narodów Afryki. 3-krotnie zdobywała tytuł wicemistrza.
| Rok   | Runda                       | M                           | W                           | R                           | P                           | GZ                          | GS                          |                             |
| ----- | --------------------------- | --------------------------- | --------------------------- | --------------------------- | --------------------------- | --------------------------- | --------------------------- | --------------------------- |
| 1991  | Wicemistrz                  | 2                           | 0                           | 0                           | 2                           | 0                           | 6                           |                             |
| 1995  | Wycofała się w ćwierćfinale | Wycofała się w ćwierćfinale | Wycofała się w ćwierćfinale | Wycofała się w ćwierćfinale | Wycofała się w ćwierćfinale | Wycofała się w ćwierćfinale | Wycofała się w ćwierćfinale | Wycofała się w ćwierćfinale |
| 1998  | 4. miejsce                  | 4                           | 2                           | 0                           | 2                           | 7                           | 13                          |                             |
| 2000  | Faza grupowa                | 3                           | 1                           | 0                           | 2                           | 4                           | 6                           |                             |
| 2002  | 3. miejsce                  | 5                           | 2                           | 2                           | 1                           | 7                           | 5                           |                             |
| 2004  | Wicemistrz                  | 5                           | 1                           | 3                           | 1                           | 8                           | 10                          |                             |
| 2006  | 4. miejsce                  | 5                           | 1                           | 2                           | 2                           | 6                           | 10                          |                             |
| 2008  | 4. miejsce                  | 5                           | 2                           | 1                           | 2                           | 4                           | 6                           |                             |
| 2010  | 4. miejsce                  | 5                           | 2                           | 1                           | 2                           | 7                           | 11                          |                             |
| 2012  | 3. miejsce                  | 5                           | 2                           | 1                           | 2                           | 6                           | 5                           |                             |
| 2014  | Wicemistrz                  | 5                           | 3                           | 0                           | 2                           | 5                           | 4                           |                             |
| 2016  | Wicemistrz                  | 5                           | 4                           | 0                           | 1                           | 6                           | 1                           |                             |
| 2018  | Faza grupowa                | 3                           | 1                           | 1                           | 1                           | 3                           | 3                           |                             |
| Razem | 13/13                       | 52                          | 21                          | 11                          | 20                          | 63                          | 80                          |                             |

### Igrzyska afrykańskie
Reprezentacja kraju jeden raz triumfowała w rozgrywkach Igrzysk afrykańskich.
| Rok   | Runda             | M                 | W                 | R                 | P                 | GZ                | GS                |                   |
| ----- | ----------------- | ----------------- | ----------------- | ----------------- | ----------------- | ----------------- | ----------------- | ----------------- |
| 2003  | Nie uczestniczyła | Nie uczestniczyła | Nie uczestniczyła | Nie uczestniczyła | Nie uczestniczyła | Nie uczestniczyła | Nie uczestniczyła | Nie uczestniczyła |
| 2007  | 3. miejsce        | 4                 | 3                 | 0                 | 1                 | 8                 | 4                 |                   |
| 2011  | Wicemistrz        | 5                 | 3                 | 1                 | 1                 | 9                 | 5                 |                   |
| 2015  | Mistrz            | 4                 | 2                 | 2                 | 0                 | 3                 | 1                 |                   |
| Razem | 3/4               | 13                | 8                 | 3                 | 2                 | 20                | 10                |                   |